# محمد عثمان طاهر
محمد عثمان طاهر (مواليد 3 ديسمبر 1984 في السودان) لاعب كرة قدم سوداني دولي يجيد اللعب في خط الوسط . يلعب حاليا لصالح نادي الهلال السوداني .